# پاسکوآل کنتورسی
پاسکوآل کُنتورسی (اسپانیایی: Pascual Contursi‎؛ ۱۸ نوامبر ۱۸۸۸ – ۲۹ مهٔ ۱۹۳۲) آهنگساز، گیتارنواز، شاعر و خواننده اهل آرژانتین بود.